# Ludworth
Ludworth var en civil parish från 1896 till 1936 då den blev en del av Marple, i grevskapet Derbyshire (nu Greater Manchester), i England. Denna civil parish var belägen 14 km från Stockport och hade 1 926 invånare år 1931. Byn nämndes i Domedagsboken (Domesday Book) år 1086, och kallades då Lodeuorde.